# Чернявський Володимир Іванович
Володимир Чернявський (1846 — 1915) — український зоолог, етнограф, краєзнавець, археолог часів Російської імперії.

## Життєпис
Походив зі шляхетського, козацького роду Чернявських. Можливо був нащадком Василя Чернявського. У 1864 році закінчив Харківську третю гімназію. 1864—1869 роках навчався на кафедрі природної історії фізико-математичного факультету Харківського Імператорського університету, якою керував тоді зоолог Олександр Чернай. Вже студентом Володимир Чернявський захопився дослідженням водних безхребетних. У 1864 році зібрав в околицях Харкова і Миропілля (тоді — Курської губернії, тепер Сумської області України) на річці Псел значну кількість форм з різних родів групи Oligochaet.
Пізніше зарекомендував себе вдумливим дослідником чорноморських ракоподібних (став їх вивчати за порадою професора Олексія Масловського), результати дослідження студент В. Чернявський у 1867 році з успіхом доповів на I з'їзді природознавців і лікарів імперії, представивши опис 60 видів безхребетних, з яких 35 були ракоподібними. Став членом Товариства природознавців при Харківському університеті.
Протягом 1867 року продовжував здійснювати дослідження в Криму. 1868 року досліджував чорноморське узбережжя Кавказу. У 1868—1869 роках працював в Харкові над працею, присвяченій зоографії Чорного моря. У 1869 році заснував зоологічну станцію в Севастополі. Того ж року став учасником II з'їзду природознавців.
У зв'язку із захворюванням на сухоти, а також бажанням продовжувати вивчення чорноморської фауни Чернявський в 1870 році перебрався до Сухум-кале (сучасний м.Сухум, Грузія), де і прожив понад 40 років, займаючись вивченням чорноморської фауни, виявленням і вивченням місцевих археологічних пам'яток, життя і культури абхазів. У 1872 році Володимир Чернявський побудував на сухумській горі Саматаархуа, що височить над містом, дачу. Протягом понад сто років місцевість ця в народі іменувалася «горою Чернявського» (дача згоріла у 2012 році). Він зробив дуже багато для виявлення, популяризації та збереження історичних пам'яток Абхазії.
Чернявський на деякий час під час російсько-турецької війни 1877—1878 років перебрався до Санкт-Петербурга. 2 травня 1877 року османські війська захопили Сухум-кале. Проте внаслідок поганого клімату, що негативного вплинув на здоров'я доволі швидко повернувся до Сухум-кале. У 1879 році брав участь в V археологічному з'їзді в Тифлісі (сучасне Тбілісі).

## Наукова діяльність

### Зоологія
Основну увагу В.Чернявський приділяв ракоподібним, серед них — мізидам, серед яких описав безліч нових для науки родів і видів, зокрема родини Petalophthalmidae, Mesopodopsis, Acanthomysis, Archaeomysis, Diamysis, Limnomysis, Neomysis, Onychomysis, Paramysis. Були ним описані нові види груп ракоподібних, зокрема, він першим описав прісноводного краба (Potamon tauricum), який мешкає в невеликих гірських річках, що впадають в Чорне та Егейське моря. Вивчав також чорноморські губки.
Значну увагу приділив вивченню поліхет, описавши 3 нові родини — Polygordiidae, Prorodrilidae, Saccocirridae.
На честь Володимира Чернявського названо:
- Eurydice czerniavsky
- Macropodia czernjawskii
- Stenorrhynchus czernjawskii

### Етнографія та археологія
Перебуваючи в Сухум-кале Чернявський багато уваги приділяв дослідженню історії, природи та етнографії Абхазії. Найзначущішими працями, що присвячені цьому питанню, стали - «Стислий нарис Абхазії» та «Абхазька жінка».  
Чернявський першим висунув гіпотезу, що руїни давнього міста Діоскурії знаходяться в Сухумській затоці, неподалік від Сухуму (на глибині 4-6 м). У 1896 році Чернявським було виявлено фрагмент плити з латинським написом про відвідування Себастополіса (біля давнього Сухума) легатом Флавієм Аррнаном в 137 році за дорученням імператора Адріана. Чернявський першим став формувати перелік культурної спадщини Абхазії.
Висунув теорію, що в давнину Чорне море поєднувалося з Індійським та Тихим океанами.

## Пам'ять
- 1996 року названо вулицю на честь Чернявського в Сухумі.